# Kjell Roar Kaasa
Kjell Roar Kaasa (Telemark, 15 marzo 1966) è un ex calciatore e dirigente sportivo norvegese, di ruolo attaccante.

## Palmarès

### Giocatore

#### Club

##### Competizioni nazionali
- Campionato norvegese: 1

Rosenborg: 1994
- Coppa di Norvegia: 1

Vålerenga: 1997

#### Individuale
- Capocannoniere della Eliteserien: 1

Kongsvinger: 1992 (17 gol)